# Ipuã
Ipuã is een gemeente in de Braziliaanse deelstaat São Paulo. De gemeente telt 15.883 inwoners (schatting 2009).

## Aangrenzende gemeenten
De gemeente grenst aan Guaíra, Guará, Ituverava, Miguelópolis, Morro Agudo en São Joaquim da Barra.